# August Delaherche
August Delaherche, född 27 december 1857, död 27 juni 1940, var en fransk keramiker.
August Delaherche var en av sin tids ledande keramiker och deltog vid världsutställningarna i Paris 1889, 1900 och 1907 där han kom att få stort betydelse för utvecklingen av den konstnärliga keramiken även i andra länder. Han arbetade med stengods och introducerade flambé- och aventurineglasyrer inspirerade av östasiatisk keramik. Delaherche arbetade med mjuka former, efterhand blev hans föremål alltmer stiliserade.

### Fotnoter
1. ↑  Léonoredatabasen, Frankrikes kulturministerium, Léonore-ID: LH//697/72, läst: 9 oktober 2017.[källa från Wikidata]
2. ↑  Benezit Dictionary of Artists, Oxford University Press, 2006 och 2011, ISBN 978-0-19-977378-7, Benezit-ID: B00048366, läst: 9 oktober 2017.[källa från Wikidata]
3. 1 2  Roglo, person-ID på Roglo: p=auguste;n=delaherche.[källa från Wikidata]